# 通道侗族自治县
通道侗族自治县，简称通道县，位于湖南省西南边缘、怀化市南部，为怀化市辖自治县。辖域面积2239平方公里，总人口23.74万人(2022年)。
通道于1954年成立自治县，现政府驻地双江镇。境内非汉族人口比例88.1%，其中侗族占总人口数的79.9%，是中国侗族人口比例最高的县份。
经济以林业和农业为主，近年新经济的增长点已经转移到以生态和民族文化风情为特色的旅游等第三产业。地处三省交界处，距怀化市200公里，桂林140公里。境内的龙底漂流，万佛山，皇都侗族文化村及芋头古侗寨是比较有名的旅游观赏景点。

## 建制沿革

### 宋元时期
通道县建县年代为宋朝。崇宁元年(1102)始置罗蒙县（罗蒙即罗蒙山，位于今县溪镇），崇宁二年(1103),宋朝官吏王祖道从罗蒙经略广西桂州，抚定侗乡907峒，结丁口六万四千，开通道路一千二百里，“自以为汉唐以来所不臣之地，皆人版图”。从此沟通湘、黔、桂毗邻地带，因以改名通道县，属靖州(原诚州，同年改)，通道县名始此。
元至元十二年(1275)靖州改为靖州路，通道县随属。

### 明清时期
明洪武十年(1377)五月至洪武十三年(1380)五月期间，通道县被暂时撤县并入靖州府，后恢复，并延续到清代。

### 中华民国时期
民国2年(1913)，隶属辰沅永靖道，次年5月23改称辰沅道。1922年，废道，通道县归湖南省直辖。1936年，通道县划入湘西绥靖行政公署第四行政督察区，1937年划入第七行政督察区，并于次年改称第十行政督察区，1947年又改称第一行政督察区。

### 中华人民共和国时期
- 通道解放

1949年10月20日，中国人民解放军第四野战军(四野39军)经通道进入广西，通道县解放。同年12月上旬建立县临时政府，驻地县溪镇，属会同专区。
- 剿匪时期

1950年4月，湘西剿匪时期,解放军驻靖县剿匪部队奉命北撤，暂时放弃靖县、绥宁和通道。随后通道县城被土匪占领，县临时人民政府暂时迁往独坡。11月19日，回师靖县的解放军剿匪部队四一八团三营和部分地方干部进入通道收复县城，11月23日，成立通道县临时人民治安委员会。12月25日，成立通道县民族民主人民联合政府，政府机关回迁县溪镇。
1952年8月，会同专区改称芷江专区；1952年11月13日，芷江专区改称黔阳专区，通道县随属。
- 成立自治县

1954年3月中旬，经中南局和湖南省人民政府报中央人民政府政务院批准，同意通道实施民族区域自治，成立自治县。5月2～7日，举行县第一届人民代表大会第一次会议，宣布自1954年5月7日起，通道侗族自治县正式成立，为湖南省成立最早的自治县。
- 通道、靖县合并

1958年10月县治迁双江。1959年3月28日至1961年7月1日，通道县和靖县合并，仍称“通道侗族自治县”，县治复迁县溪。通、靖分治后县治迁回双江。
1981年6月31日，黔阳专区改为怀化专区，1997年11月29日，撤地建市改为怀化市，通道侗族自治县随属。

### 县域变化
宋朝建县初，所辖区域仅为现江口、县溪、地阳坪、播阳、独坡、团头及牙屯堡河流域一带。
清嘉庆《通道县志·卷一·封域舆图》记载：
```
  縣治在州城西南水陸路皆有九十里。東至西柳隘江二十里與綏寧縣碼頭寨交界；南至瓜坪舖二十五里與綏寧西靈壁交界；西至播陽司黃垢五十里與貴州開泰縣平地湧寨交界；北至岩門界牌坳三十二里與靖州土地㘭交界。東南二十里至大穴與綏寧臨口司交界；東北四十里至地宅與靖州瞭岩坡交界；西北十五里至黃強與靖州楊家沖交界。東西廣一百一十里，南北袤五十里。
```

成为旧通道县范围。1947年土地户口调查得面积约为785平方公里。1949年测得旧通道面积为823.8平方公里。
1951年至1957年期间，通道县行政区划的调整，管辖区范围逐步扩大并最终定型，延续至今：
| 时间                   | 划入/划出地区 | 增加面积   |
| ---------------------- | --- | ---------- |
| 1951年4月-1952年11月初 | 黎平县飞地牙屯堡、头所、五所、黄柏、地了等村寨及插花地寨什、郑团、池喇、地雍、菖蒲(因群众不愿最终未划入)等村寨划入；通道播阳流团划出至黎平县管辖(因群众不愿最终未划出)。 | 约10.05km2 |
| 1951年11月20日         | 绥宁县八区（原民国时期石岩乡，蓉江乡，半里乡）划入 | 约1000km2  |
| 1954年10月1日          | 广西三江县高步乡，横岭乡划入 | 约285km2   |
| 1957年3月7日           | 绥宁县溪口乡，乐安铺乡的龙塘、杉木桥、联团、小水等地划入。 | 约295.5km2 |

## 历史事件

### 九溪十八峒起义
元、明、清时期，湘黔桂交界地带苗、侗、土家等民族曾发生多次起事运动。清代时期这些起事运动被称为“苗民起义”
《通道县志》记载到这一时期共七次起事运动。
| 时间        | 起义人物                                         | 波及范围                                                                | 镇压起义人物                                                                                               | 起义结果                             |
| ----------- | ------------------------------------------------ | ----------------------------------------------------------------------- | --- | ------------------------------------ |
| 1436-1437年 | 吴天保(靖州瑶民)                                 | 起事:通道、靖州、广西边境一带。波及：武冈、黔阳、沅州、溆浦、广西全州等 | 湖广元帅完颜贴木儿(被击杀)、湖广行省右承沙班(被击杀)、湖广行省平章政事苟尔、威顺王宽切不花、镇南王孛罗不花 | 遭苟、宽、孛镇压，起义失败           |
| 1378-1387年 | 吴勉                                             | 起事:黎平。波及：湘黔桂边境(黎平、锦屏、通道、靖州、零陵、九里岗等)     | 靖州指挥佥事过兴(被击杀)、辰州指挥杨仲军、汤和、周德兴、朱桢                                               | 吴勉父子被俘，解往南京杀害，起义失败 |
| 1449年      | 通道、黎平(勾猛、绞桥)和广西(蒙顾、拜洞)等苗侗民 | 通道、靖州、广西                                                        | 靖州知州苏态(被击杀)、保定伯梁瑶、都督毛福寿，王斌                                                         | 遭伯、毛、王镇压失败                 |
| 1501年      | 李在万(广西横岭、扶城)                           | 通道、靖州、广西边境                                                    | 巡抚阎仲宇                                                                                                 | 遭阎镇压失败                         |
| 1740年      | 通道独坡八寨                                     | 起事：通道。波及:靖州                                                   | 湖南巡抚光裕奏及靖州府署(名不详)                                                                           | 遭镇压失败，起义军家属遭变卖或徭役   |
| 1855年      | 通道大高坪苗民                                   | 起事：通道。波及:靖州                                                   | 靖州黄炳燮                                                                                                 | 遭镇压失败                           |
| 1864年      | 通道双江侗民                                     | 通道                                                                    | 镇竿官兵                                                                                                   | 遭镇压失败                           |

#### 明朝兰洞起义
明洪武十一年(1378)，五开(今属黎平)侗民首领吴勉率众起事，并杀死前来镇压的靖州指挥过兴父子，纵横湘、桂、黔三省边境，攻占马龙、双江。黄柏侗民于卓带领数百侗民响应，被封为将军，镇守黄柏三寨。
十一月，起义均在通道遭辰州指挥杨仲军围攻，受挫。吴勉逃脱了明军的追捕，退据深山继续与明军周旋。
洪武十八年(1385),通道吴勉再次率众起义，起义军占领黎平，锦屏、靖州、通道一带，基本统一了侗族聚居区域侗，苗，瑶，水各部。八月，汤和率兵镇压，斩杀甚众。洪武二十年(1387)，朝廷派兵镇压，吴勉被俘，起义失败。
起义失败后，明廷改变了在侗区各地的战略部署和治理政策，采取以移民杂居、分兵下屯、拔民下寨的方式维持了在该地区的统治。今县境内牙屯堡就是在这一时期建立。

### 太平军过境通道
1856年天京事变后，石达开被迫离京，并进行远征活动。1859年在湖南攻克宝庆失败后，1859年秋被迫退入广西。10月时候石达开所带领的部队发生分裂。于1860年命童容海、彭大顺等将率五、六万有意离去的部众攻打湖南，成为人数最多的一支脱离石达开部队。石达开则于1861年9月自桂南北上远征川、黔、滇。因此先后有两批太平军过境通道。
- 彭大顺等部队过境

1860年10月，彭大顺、朱衣点等率数万人由广西融县经沙宜进入青林界(今通道青龙界)攻克绥宁。
1861年3月，将领曾塔毛（一作曾仕和）率3000余太平军北上攻靖州。攻靖州城未遂折返通道，经双江越黄土隘退回广西。
- 石达开远征川、黔、滇过境

1861年10月26日，石达开率大军由广西沙宜越青林界栈道进入绥宁，再经临口、双江到达通道而后攻靖州，因遇暴雨无法过河改攻绥宁。1863年10月，又由广西入黎平与义军联合渡陡江攻通道牙屯堡，后经靖州至黎平。1865年8月，石达开部将李复猷由川复返辰沅故道，攻克会同、绥宁，从临口迸广西经林溪入播阳，于8月15日破清军，驻于靖州休整，后入黎平征贵州。
- 陆大汉起义

1855-1876年间受太平天国运动影响的贵州侗民起义事件，波及包括通道播阳在内的湘黔桂交界地区。

### 基督教传入与传播
1911年，基督教新教开始传入侗族地区。1929年，靖县基督中华内地会派一周姓教徒，带两名德国女传教士甘蒙忠、孔文秀到县溪镇设占地500平方米的福音堂，基督教正式传入通道县。1942年，日军进军广西龙胜，县溪福音堂第三任堂主因领不到薪水而弃堂返乡。1940年，龙胜广南基督教会派黄土籍教徒回乡建立福音堂。次年，桂林基督教会派1名英国女牧师到黄土传教，发展教徒20余人。不久该牧师嫁给当地一教徒。1949年通道解放后，外国牧师逃走，基督教徒在通道县地区停止活动。

#### 红军东征与长征过境
第二次国内革命战争时期，先后有3路红军从通道过境。
- 红军东征过境

邓小平、张云逸率领的中国工农红军第七军，从广西右江革命根据地，向江西中央苏区进军。于1930年12月19日．经三江县林溪进入现通道坪坦，途经黄土、马龙、陇城、双江、菁芜洲、下乡、临口、杉木桥等地，12月24日离开通道进入绥宁、城步境界。
- 红军长征先遣队过境

1934年9月15日，任弼时、肖克、王震率领执行长征先遣任务的中国工农红军第六军团从绥宁县黄桑坪进入杉木桥，在小水、驾马击溃湘军59旅，取得了小水突围战役胜利。随后经菁芜洲、江口、瓜坪，于9月17日攻占通道城(今县溪镇)，9月18日凌晨，向靖州新厂迸发。
在经历小水突围战和攻占县城事件后。蒋介石急令桂军寥磊部由南向北进发，又令湘军李觉部由北向南堵击。国共双方于19号清晨交会，双方损失惨重。
- 红军长征过境和通道会议

1934年12月9日，中国工农红军一方面军于从湘、桂边境分左、中、右三路进入通道。
1934年12月12日，周恩来、博古、王稼祥、张闻天、朱德、毛泽东、李德等在芙蓉乡一座古庙(一说为县溪镇恭城书院)召开会议，决定放弃与红二、六军团会合的计划，向国民党力量薄弱的贵州省进军。史称“通道会议”、“通道转兵”或“转兵会议”。12月17日，红军全部离开通道县境。

## 自然地理

### 地理位置
通道地处湖南、贵州和广西三省区交界地。西邻贵州黎平县，南界广西龙胜各族自治县和三江侗族自治县，东连绥宁县和城步苗族自治县，北接靖州苗族侗族自治县。

### 地形地貌
通道县地处云贵高原东缘向南岭山脉过渡地带，雪峰山西南余脉延伸境内，形成“东、南、西三面高耸，北部隆起，中部凹陷，总体向中、西北倾斜”的地势。 地貌以中山、低山、丘陵为主，其中山地占78%，丘陵占15%。 海拔一般为300-700m。
最高点：万佛山镇与城步苗族自治县交界的烂泥界(1620m),
最低点：陇城镇老寨村普头河河口(176m)。

### 水文
境内溪河密布，有集雨面积在5平方公里以上的溪河94条，总长1455．88公里，总流域面积5163.9km2。水体面积 44.78km2，占全县总面积2%。县南部八斗坡为分水岭分属长江流域和珠江流域。
八斗坡以北，属渠水支流通道河和洪洲河系的87条溪河，汇集于渠水，属长江水系，流域面积占全县总面积93.8％。渠水一级支流：通道河、播阳河。渠水二级支流：江河、洋须河、黄寨河、牙屯堡河、四乡河等。

八斗坡以南，属珠江水系。有平等河、普头河、恩科(即六田)河、里溪河、洞雷河等5条，在广西境内流入浔江，流域面积仅占全县总面积6.2％。
浔江一级支流：普头河。浔江二级支流：洞雷河。
全县河流水质良好，达到或优于III类水质标准断面比例为100%。

### 气候
通道县属亚热带季风湿润气候，气候温和，雨量充沛，夏无酷暑，冬少严寒，气温年较差小，日较差大，山区气候明显，垂直差异大，水热同步，雾多湿度大。全县无霜期年平均为298天，年平均气温为16.3℃，一月最冷，七月最热。年降雨量平均为1500mm左右。
| 通道侗族自治县气候数据(1991–2020) | 通道侗族自治县气候数据(1991–2020) | 通道侗族自治县气候数据(1991–2020) | 通道侗族自治县气候数据(1991–2020) | 通道侗族自治县气候数据(1991–2020) | 通道侗族自治县气候数据(1991–2020) | 通道侗族自治县气候数据(1991–2020) | 通道侗族自治县气候数据(1991–2020) | 通道侗族自治县气候数据(1991–2020) | 通道侗族自治县气候数据(1991–2020) | 通道侗族自治县气候数据(1991–2020) | 通道侗族自治县气候数据(1991–2020) | 通道侗族自治县气候数据(1991–2020) | 通道侗族自治县气候数据(1991–2020) |
| 月份                              | 1月                               | 2月                               | 3月                               | 4月                               | 5月                               | 6月                               | 7月                               | 8月                               | 9月                               | 10月                              | 11月                              | 12月                              | 全年                              |
| --------------------------------- | --------------------------------- | --------------------------------- | --------------------------------- | --------------------------------- | --------------------------------- | --------------------------------- | --------------------------------- | --------------------------------- | --------------------------------- | --------------------------------- | --------------------------------- | --------------------------------- | --------------------------------- |
| 历史最高温 °C（°F）               | 24.2 (75.6)                       | 28.5 (83.3)                       | 32.6 (90.7)                       | 32.4 (90.3)                       | 34.3 (93.7)                       | 36.3 (97.3)                       | 36.8 (98.2)                       | 37.4 (99.3)                       | 36.5 (97.7)                       | 34.0 (93.2)                       | 29.2 (84.6)                       | 25.6 (78.1)                       | 37.4 (99.3)                       |
| 平均高温 °C（°F）                 | 9.3 (48.7)                        | 12.3 (54.1)                       | 16.2 (61.2)                       | 22.4 (72.3)                       | 26.4 (79.5)                       | 29.0 (84.2)                       | 31.3 (88.3)                       | 31.5 (88.7)                       | 28.7 (83.7)                       | 23.2 (73.8)                       | 18.2 (64.8)                       | 12.5 (54.5)                       | 21.8 (71.1)                       |
| 日均气温 °C（°F）                 | 5.7 (42.3)                        | 8.2 (46.8)                        | 11.9 (53.4)                       | 17.5 (63.5)                       | 21.4 (70.5)                       | 24.6 (76.3)                       | 26.4 (79.5)                       | 25.9 (78.6)                       | 22.8 (73.0)                       | 17.8 (64.0)                       | 12.7 (54.9)                       | 7.6 (45.7)                        | 16.9 (62.4)                       |
| 平均低温 °C（°F）                 | 3.3 (37.9)                        | 5.6 (42.1)                        | 9.1 (48.4)                        | 14.2 (57.6)                       | 18.1 (64.6)                       | 21.8 (71.2)                       | 23.2 (73.8)                       | 22.5 (72.5)                       | 19.2 (66.6)                       | 14.5 (58.1)                       | 9.4 (48.9)                        | 4.5 (40.1)                        | 13.8 (56.8)                       |
| 历史最低温 °C（°F）               | −5.6 (21.9)                       | −5.0 (23.0)                       | −3.2 (26.2)                       | 1.1 (34.0)                        | 7.1 (44.8)                        | 11.7 (53.1)                       | 16.2 (61.2)                       | 16.6 (61.9)                       | 10.3 (50.5)                       | 1.4 (34.5)                        | −2.3 (27.9)                       | −6.9 (19.6)                       | −6.9 (19.6)                       |
| 平均降水量 mm（）                 | 70.9 (2.79)                       | 73.8 (2.91)                       | 120.2 (4.73)                      | 146.5 (5.77)                      | 236.8 (9.32)                      | 264.1 (10.40)                     | 195.2 (7.69)                      | 121.0 (4.76)                      | 82.3 (3.24)                       | 84.2 (3.31)                       | 63.8 (2.51)                       | 51.3 (2.02)                       | 1,510.1 (59.45)                   |
| 平均降水天数（≥ 0.1 mm）          | 16.5                              | 14.9                              | 19.7                              | 17.7                              | 18.2                              | 17.7                              | 14.0                              | 12.1                              | 9.1                               | 10.8                              | 11.4                              | 11.9                              | 174                               |
| 平均降雪天数                      | 3.7                               | 1.6                               | 0.3                               | 0                                 | 0                                 | 0                                 | 0                                 | 0                                 | 0                                 | 0                                 | 0                                 | 1.0                               | 6.6                               |
| 平均相對濕度（％）                | 82                                | 80                                | 83                                | 82                                | 82                                | 83                                | 80                                | 81                                | 80                                | 81                                | 81                                | 79                                | 81                                |
| 月均日照時數                      | 43.5                              | 52.9                              | 57.9                              | 91.3                              | 118.4                             | 118.5                             | 194.4                             | 193.8                             | 148.1                             | 113.4                             | 98.3                              | 80.2                              | 1,310.7                           |
| 可照百分比                        | 13                                | 17                                | 16                                | 24                                | 28                                | 29                                | 46                                | 48                                | 41                                | 32                                | 30                                | 25                                | 29                                |
| 来源：中国气象数据网              |                                   |                                   |                                   |                                   |                                   |                                   |                                   |                                   |                                   |                                   |                                   |                                   |                                   |

### 生物资源
通道县境内境内森林茂密，森林覆盖率76.69%，生物多样性丰富，物种数量多，珍稀度高，特有种及孑遗种多。
历史记录
清嘉庆《通道县志》记载林兽有20种，林禽有27种。
1983年，在林业区划过程中，对全县野生动物进行调查，共有兽禽100余种，有蝶类11科、100余种。在兽禽中，属国家级保护动物41种，属省级保护珍贵或有益动物21种。
1993年，在县境内发现盂兰(Lecanorchis japonica Bl., 1856)，为该物种首次在中国大陆境内发现。
2017年，发现湖南省新物种白眉棕啄木鸟(Sasia ochracea)。
2021年，全县范围内开展生物多样性本底调查，本次共记录到维管束植物名录203科、877属、2021种。国家一级重点保护野生植物3种：湘妃水韭、南方红豆杉、小叶红豆。陆生脊椎野生动物27目104科347种，有国家一级重点保护野生动物4种:林麝、小灵猫、白颈长尾雉、中华秋沙鸭。本次调查发现新种3种
：侗掌突蟾(Leptobrachella dong Liu,et al. 2023)、散生拟锁瑚菌、通道糙孢孔菌。发现湖南省新记录种4种，其中包括黑地舌菌(Geoglossum nigritum)、拟胶瑚菌(Tremellodendropsis tuberosa)和光柄路边菇(Hodophilus glaberripes)三种菌类。
2023年,发现湖南省新物种雷山琴蛙(Nidirana leishanensis)。之前仅在贵州省雷公山国家级自然保护区有报导记录。本次发现是雷山琴蛙首次在湖南和广西发现。
2024年，在县境内发现闪皮蛇科脊蛇属新物种—南山脊蛇(Achalinus nanshanensis  sp. nov.,)。
野生动物
| 类型             | 名称 |
| ---------------- | --- |
| 国家一级保护动物 | 云豹、林麝、白颈长尾雉、黄腹角雉、中华秋沙鸭、小灵猫 |
| 国家二级保护动物 | 穿山甲、水獭、黄喉貂、大灵猫、小灵猫、斑林狸、中华鬣、鸳鸯、黑冠鹃隼、黑鸢、蛇雕、白尾鹞、凤头鹰、赤腹鹰、松雀鹰、雀鹰、苍鹰、普通鵟、红隼、燕隼、勺鸡、白鹇、红腹锦鸡、褐翅鸦鹃、草鸮、红角鸮、雕鸮、领鸺鹠、斑头鸺鹠、长耳鸮、大鲵、虎纹蛙、林雕、凤头鹰 |
| 国家三级保护动物 | 豹猫、华南兔、貉狐、红腹松鼠、豪猪、箭猪（刺猬）、鼬、獾、黄鼬、青鼬、中华竹鼠、银星竹鼠、竹鸡、红嘴相思鸟、环颈雉、小田鸡、山斑鸠、鹌鹑、针尾鸭、蟾、青蛙等                                                                                               |

野生植物
通道县位于华中，华南和滇黔桂植物区系的过渡地带，含三个区系的植物成分，以华中植物居多境内有木本植物109科、352属、1202种，其中有52种为全省首次发现，有15种为全省特有树种；有草本植物100余科、500余种，其中孟兰为国内首次发现；有竹类植物21种，其中四方竹、筋竹、白竹、紫竹、罗汉竹、龟甲竹、大节竹、实心竹为稀有竹种：有厥类植物41科，95属、324种；有藤本植物18种；有菌类植物8种。
| 类型             | 名称 |
| ---------------- | --- |
| 国家一级保护植物 | 中华水韭 、南方红豆杉、伯乐树（钟萼木） |
| 国家二级保护植物 | 篦子三尖杉、白豆杉、长苞铁杉、剌楸、闽楠、楠木、花榈木、红椿、榉木（原生种）、麻楝、杜仲、喙核桃、观光木                                                                               |
| 国家三级保护植物 | 华南五针松、穗花杉、桢楠、川桂、翅荚木（任木）、厚朴、八角莲、华榛、半枫菏、沉水樟、红花木莲、白桂木、凹叶厚朴、黄莲木、银鹊树、银种花、白幸树、紫茎、华南栲、红豆树、毛红椿、天竺桂等 |

## 政治

### 现任领导
| 机构     | 通道侗族自治县人民政府 县长 | · 中国共产党 · 通道侗族自治县委员会 · 书记 | 通道侗族自治县人民代表大会 常务委员会 主任 | · 中国人民政治协商会议 · 通道侗族自治县委员会 · 主席 |
| -------- | --------------------------- | ------------------------------------------ | ------------------------------------------ | ---------------------------------------------------- |
| 姓名     | 田刚                        | 覃歇民                                     | 夏华                                       | 刘登富                                               |
| 民族     | 侗族                        | 土家族                                     |                                            |                                                      |
| 出生地   | 湖南省新晃侗族自治县        |                                            |                                            |                                                      |
| 出生日期 | 1971年6月（53歲）           | 1975年3月（49—50歲）                       |                                            |                                                      |
| 就任日期 | 2021年7月                   | 2023年10月                                 | 2021年10月                                 | 2021年10月                                           |

## 人口

##### 概况
根据第七次人口普查数据，截至2020年11月1日零时，通道侗族自治县常住人口为201047人。2022年全县户籍总人口为23.74万人。有侗、汉、苗、瑶等24个民族，其中以侗族为主，少数民族人口占88.1%，其中侗族人口占77.9%。
| 乡镇     | 常驻人口 | 乡镇           | 常驻人口 |
| -------- | -------- | -------------- | -------- |
| 双江镇   | 70643    | 大高坪苗族乡   | 2148     |
| 县溪镇   | 20535    | 坪坦乡         | 10525    |
| 菁芜洲镇 | 12517    | 万佛山镇       | 18194    |
| 溪口镇   | 13934    | 独坡镇         | 11994    |
| 播阳镇   | 13015    | 通道县地连林场 | 13       |
| 牙屯堡镇 | 15061    | 通道县播阳农场 | 337      |
| 陇城镇   | 13934    |                |          |

## 經濟
全县国内生产总值为634355万元（2022年），其中第一产业占比15.46%，第二产业29.55%，第三产业54.99%。
2001年，通道县被列入2001-2010年国家扶贫开发工作重点县。2020年2月19日，根据据《国务院扶贫办关于印发<贫困县退出专项评估检查实施办法（试行）>的通知》（国开办发〔2017〕56号）和《湖南省扶贫开发领导小组关于印发<2019年湖南省贫困退出实施方案>的通知》（湘扶发〔2019〕15号）,通道县实现脱贫摘帽，退出贫困县名单。

## 行政区划
通道侗族自治县下辖9个镇、1个乡、1个民族乡、2个类乡镇行政单位：
双江镇、县溪镇、播阳镇、牙屯堡镇、菁芜洲镇、溪口镇、陇城镇、万佛山镇、独坡镇、大高坪苗族乡、坪坦乡、通道县地连林场和通道县播阳农场。

##### 2015-2016年乡镇区划调整
2015年，湖南全省乡镇区划调整，并于2016年县内实行乡镇，村级别的较大调整：
- 已撤销合并乡镇

1、江口乡、锅冲苗族乡合并至县溪镇。
2、杉木桥乡合并至溪口镇。
3、木脚乡、下乡乡与临口镇合并，并改名万佛山镇。
4、马龙乡、传素瑶族乡合并至双江镇。
5、坪阳乡、甘溪乡与原陇城镇的路塘、陇城、安乡、石坪、远冲5个村和老寨社区合并设立陇城镇。
6、黄土乡、与原陇城镇中步、双斗、吉大、坪寨、下宅、平稳、牙大7个建制村合并至坪坦乡。
- 由乡改镇

1、独坡乡改成独坡镇。
- 村合并

继乡镇区划调整后，2016年期间实行建制村合并，由乡镇区划改革前的242个建制村合并减少至152个(2017年3月)。

## 交通
公路： 209国道， 包茂高速公路， 221省道, 241省道通过全境。 宁靖高速在溪口镇境内与 包茂高速公路经杉木桥枢纽相连。
县内以双江镇为中心按顺时针辐射出 080县道、 081县道、 082县道、 083县道、 084县道沟通下属各个乡镇。 085县道沟通独坡镇和播阳镇。各个村之间已实现道路互通。
截止至2023年，县内公路通车里程1940.31km，其中高速公路77.2km。
铁路：焦柳铁路通过，并设有牙屯堡站、塘豹站、地阳坪站、通道站、江口站共计5个火车站。其中通道贮木场在通道火车站修了一条长1326.9米专用线．用于县内木材运输出境。

## 社会文化

### 语言
县境内世居的侗、汉、苗、瑶等多个民族，每个名族都有自己的民族语言，统属汉藏语系。
通道侗语属壮侗语族侗水语支侗语南部方言第一土语；汉语属北部方言西南官话靖州土语；苗语属苗瑶语族的草苗话；瑶语属苗瑶语族瑶语布努语的巴高土语。
除上述几种语言外，尚有平话，俗称本地话，还有县溪、临口两个次土语和江口、县溪乡下的酸话、杉木桥的绥宁话，俗称客话（非客家话，通道县通用语言，发音类似普通话，也是其它地区对县城所用语言的通称）。

### 风俗
通道县特色风俗主要以侗族文化相关，并有多个非遗项目，涵盖各个方面：
| 项目名称             | 级别   | 确立时间                           |
| -------------------- | ------ | ---------------------------------- |
| 侗戏                 | 国家级 | 2006年（侗戏），2008年（湖南侗戏） |
| 大戊梁歌会           | 国家级 | 2006年                             |
| 侗族琵琶歌           | 国家级 | 2006年(省级)，2008年（国家级）     |
| 侗族芦笙             | 国家级 | 2008年                             |
| 侗锦织造技艺         | 国家级 | 2008年                             |
| 侗族喉路歌           | 省级   | 2008年                             |
| 侗款                 | 省级   | 2008年                             |
| 侗族木构建筑营造技艺 | 省级   | 2013年(市级)，2015年(省级)         |
| 侗族萨岁民间信俗     | 省级   | 2015年                             |
| 岩饭节               | 市级   | 2013年                             |
| 侗拳                 | 市级   | 2013年                             |
| 侗族四里山歌         | 市级   | 2016年                             |

### 文物
通道县拥有6处全国重点文物保护单位，6处省级文物保护单位。均为明清时期形成的具有侗族特色的建筑。

### 旅游
AAAA级旅游景区：
- 万佛山景区
- 恭城书院( 通道转兵会议旧址)
- 皇都侗文化村
- 芋头古侗寨

AAA级旅游景区：
- 龙底生态漂流景区
- 横岭侗寨
- 神仙洞景区

## 相关争议

### 通道会议时间地点争议
通道会议召开时军情危急，没有留下任何原始记录，所依据的多是亲历亲闻者的回忆或日记，因此关于这次会议的详细内容尤其是会址和日期都存在诸多争议。
详见：通道会议。

### 坪阳乡“再生人”事件争议

##### 现象报导
2008年起，时任坪阳乡文化站站长的杨盛玉在博客发表包括《诡异的民族文化现象，难解的人生转世谜团》等共计9篇关于坪阳乡“再生人”的文章。这些文章得到网络流传，还吸引了外地游客前来。
2009年1月22日，怀化新闻网发表文章《记者探秘：寻访通道侗族自治县坪阳乡神秘“再生人”》首次对坪阳乡“再生人”现象进行报道。2009年3月4日，CCTV以《女儿去世多年 灵魂转世回来看老母》为题报导相关事件。
2011年11月5日，怀化新闻网发表《湖南怀化有100多人记得前世》一文，对坪阳村进行寻访，并列举了9个相关案例。目前这两篇文章已被怀化新闻网删除，但原文得到部分网站和一些中文社交论坛转载。 （页面存档备份，存于） （页面存档备份，存于）
报导称通道县坪阳乡7800多人中有110名“再生人”，这些“再生人”声称能够记得前世信息，内容包括记得自己前生前世的事，姓名，家庭住址，前世父母，死亡过程等经历；有的还声称自己前世是被饲养的猪、牛等动物。并称当地对该现象已经习以为常并有成熟的处理方式，即喝掉红鲤鱼汤对前世记忆进行抹除。

##### 获得关注
文章发表后，引发媒体关注。2014年，上海教育电视台《特别传真》节目引用了怀化新闻网文章中的案例对坪阳乡“再生人”事件进行报导。2015年6月19日，《新京报》在头版版面刊登坪阳乡“再生人”事件。在报导中，通道县官方声称曾联合研究人员3次对当地“再生人”现象进行研究：包括2011年与中国社科院合作；2013年与湖南省媒体和医学专家合作；以及和中南大学国学教授黄晋合作。得到结论都是：肯定“再生人”现象的存在，但找不到合理解释。此外通道县官方还回应了湖南，江苏媒体在2013年提出的质疑。
同时还报导出与当地“再生人”访谈给予一定报酬才能开展的现象，并提及曾经一个台湾老板给的报酬最多。该报导发出后，迅速得到人民网、新华网、台湾《旺报》等多家媒体转载报导。
同年获媒体报道之后，当地宣传部门在湖南地方新闻网站红网发文宣传坪阳乡“再生人”来吸引游客，后续一些宣传文章曾被人民网旅游频道、香港《商报》等媒体转载宣传。2015-2016年期间，作家李常珍来到该地以及周边侗族居住区进行实地考察,于2018年在台湾发表纪实文学作品《坪阳再生人:100个侗族转世访谈案例》(100 Cases of Reincarnation Among Dong People )，书中详细记录了100位“再生人”的情况。。·

##### 批评争议
2013年，湖南、江苏地方媒体对坪阳乡“再生人”事件报道并提出质疑。
2015年6月25日，《南方周末》批评当地政府不好宣传，民间尽可炒作，导致当地围绕“再生人”产生一条利益链，包括要求索取报酬等行为。当地政府曾于2010年受前国家旅游局规划发展与财务司前司长魏小安指导，并要求以中立的态度来宣传。调查发现当地政府宣称与中国社科院专家的合作研究，实际只持续半天。专家提出“只是一种特殊的人文现象”的结论并未进行深入研究，同时表示不能简单的对“再生人事件进行肯定和否定”。此外中南大学还向记者澄清国学教授黄晋身份实际为客座教授，职业为作家，研究活动是以个人名义进行的，与中南大学无关。该文发出后，得到香港《文汇报》、《环球时报》英文版转载报导。
2015年8月7日，人民日报社《讽刺与幽默》质疑当地政府对“再生人”现象态度模棱两可，有炒作之嫌。《人民日报海外版》则指出当地宣传“再生人”事件来达到带动旅游的目的无可厚非，但带有迷信色彩的轮回转生的解释不利于科学思想的传播。并指出当地应从民俗学、社会学、心理学等角度看待该现象，类似湖南湘西的赶尸、放盅，虽然已被科学所“解密”，给湘西蒙上了神秘的色彩，但当地仍可以靠其来吸引游客。但这些批评均指责在当地政府在宣称态度和方式上，并未针对“再生人”现象本身真实性进行讨论。